# 下施泰纳赫
下施泰纳赫是德国巴伐利亚州的一个市镇。总面积11.42平方公里，总人口1836人，其中男性892人，女性944人（2011年12月31日），人口密度161人/平方公里。